# 豊日別宮
豊日別宮（とよひわけぐう）は、福岡県行橋市にある神社である。別名草場神社。かつては左留多比古社、官幣宮、官幣大神宮、豊日別国魂宮などとも呼ばれた。

## 歴史
- 古記録によれば、欽明天皇の代の創建という。
- 明治三年、豊津藩総鎮守に定めらる。
- 明治四年、豊津県県社に定めらる。
- 明治六年、小倉県郷社に定めらる。

## 所在地
- 福岡県行橋市南泉7-13-11

## 由緒
欽明天皇即位の年（532年?）、神が老翁の姿と化して現われ、神官の大伴連神牟祢奈里に、「我は猿田彦の大神なり。天皇を護り、臣民の繁栄と安寧、五穀豊穣、病平癒の神である。」と告げた。翌日、大神は豊日別宮に降臨し、「猿田彦は天照大神の分神なり。これにより豊日別大神を本宮とし猿田彦を以て別宮となす。」と告げたことから社殿を建てて祀ったのが本社の起源とされる。
欽明天皇28年（567年?）には洪水飢饉などが各地を襲ったが、豊日別大神に祈願し治まったといわれ、その後代々の天皇によって大和の霊跡、西海鎮護の神として尊崇されたという。
養老4年（720年）大隅、日向の隼人が反乱したため、朝廷は大軍を派遣するとともに宇佐八幡神に祈願してこれを討伐した。しかし官軍に殺された隼人の祟りでさまざまな病や災いがあったため、宇佐八幡神は隼人の霊を鎮めるため金光明経の教えに基づいて「毎年放生せよ」と託宣した。これにより魚や鳥などを解き放って生を全うさせる仏教儀礼である放生会が行われるようになった。放生会の際に、朝廷の勅使が一旦、豊日別宮に官幣を奉安したことから官幣宮と呼ばれるようになった。
官幣奉安の間、田川郡香春町採銅所では宇佐神宮に奉納する神鏡を鋳造しそれを豊日別大神に併せて祭り、本社の神輿とともに陣列を組んで宇佐への神幸が行われた。
神幸の経路は、8月9日、草場豊日別宮を発し、国作御所屋敷、徳政若宮を経て、11日、祓川で禊ぎをし、築上郡湊八幡宮、上毛郡高瀬村、宇佐郡佐野里を経て、13日、凶士塚に至り宇佐神宮の神幸を待つ。宇佐八幡の神輿が到着すると並んで和間の浜に向い、浮殿頓宮に宇佐八幡神に官幣と神鏡を奉る。14日、法会と伝戒があり、15日朝、海に蜷や貝を放流する。
宇佐神宮に対して度々行われる官幣の奉納に際しては、その後も豊日別宮が官幣奉安の宮居となった。

## 関連書籍
- 「宇佐八幡と古代神鏡の謎」 - 田村圓澄／木村晴彦／桃坂豊（著）ISBN 4900901407
- 「松浦佐用姫と大伴狭手彦」 - 荻野忠行（著）  ISBN 9784870353121

座標: 北緯33度41分40秒 東経130度59分20.1秒 / 北緯33.69444度 東経130.988917度